# レッド・ムーン (映画)
『レッド・ムーン』（The Stalking Moon）は1968年のアメリカ合衆国の映画。テオドール・ビクター・オルセン原作の同名小説を映画化している。
ロバート・マリガン監督の作品で、出演はグレゴリー・ペックなど。

## キャスト
| 役名           | 俳優                         | 日本語吹替                            |
| 役名           | 俳優                         | フジテレビ版                          |
| -------------- | ---------------------------- | ------------------------------------- |
| サム・バーナー | グレゴリー・ペック           | 城達也                                |
| サラ・カーバー | エヴァ・マリー・セイント     | 平井道子                              |
| ニック         | ロバート・フォスター         | 森川公也                              |
| ルダボー軍曹   | ヘンリー・ベックマン         | 大木民夫                              |
| 少年           | ノーランド・クレイ           | 中澤佳仁                              |
| メジャー       | フランク・シルヴェラ         |                                       |
| パニー         | ロニー・チャップマン         |                                       |
| デイス         | チャールズ・タイナー         |                                       |
| 博士           | リチャード・ブル             |                                       |
| レイチェル     | サンディ・ブラウン・ワイエス |                                       |
| 不明 その他    |                              | 青野武 松村彦次郎 野本礼三 谷津勲     |
|                |                              |                                       |
| 演出           | 演出                         | 小林守夫                              |
| 翻訳           | 翻訳                         | 飯嶋永昭                              |
| 効果           | 効果                         | 赤塚不二夫                            |
| 調整           | 調整                         | 平野富夫                              |
| 制作           | 制作                         | 東北新社                              |
| 解説           | 解説                         | 高島忠夫                              |
| 初回放送       | 初回放送                     | 1978年11月24日 『ゴールデン洋画劇場』 |

## スタッフ
- 監督：ロバート・マリガン
- 製作：アラン・J・パクラ
- 原作：セオドア・V・オルセン
- 脚本：ホートン・フート、アルヴィン・サージェント
- 撮影：チャールズ・ラング
- 編集：アーロン・ステル
- 音楽：フレッド・カーリン